# Acățari
Acățari (maďarsky Ákosfalva) je rumunská obec v župě Mureș. Žije zde přibližně 5 200 obyvatel. V roce 2011 se 86 % obyvatel hlásilo k maďarské národnosti. Součástí obce je i osm dalších vesnic.

## Části obce
- Acățari – 1 333 obyvatel
- Corbești – 160 obyvatel
- Găiești – 426 obyvatel
- Gruișor – 362 obyvatel
- Murgești – 549 obyvatel
- Roteni – 824 obyvatel
- Stejeriș – 403 obyvatel
- Suveica – 255 obyvatel
- Vălenii – 858 obyvatel